# Argenton-les-Vallées
Argenton-les-Vallées là một xã ở tỉnh Deux-Sèvres trong vùng Nouvelle-Aquitaine phía tây nướcPháp. Xã này nằm ở khu vực có độ cao từ 70-139 mét trên mực nước biển. Xã nằm ở thung lũng sông Argenton. Xã được lập ngày 1 tháng 9 năm 2006 từ việc hợp nhất các xã Argenton-Château, Boësse và Sanzay.